# 花仙子 (動畫)
《花仙子》（日语：花の子ルンルン），由東映動畫製作的魔法少女動畫，為東映魔女系列第10部作品。在1979年於日本朝日電視台，接續《小甜甜》的時段播出。
海外播放方面，香港地區於1980年在無綫電視播放，譯名為《淘氣小仙女》。台灣則以《花仙子》之名，由台視於1982年6月23日-1983年5月25日期間，於每週三下午六點時段播出，後來並於1987年12月25日-1988年12月9日，在每週五下午六點重播。台視配音版本，後流传至中國大陸播出。
2023年8月8日，東映動畫與中國騰訊視頻官方宣布，決定製作本作的後續形式作品《花仙子之魔法香對論》，並有漫畫、動畫和遊戲等衍生作品。漫畫版和卡牌遊戲，於2002年5月30日在日本正式發行。
原音版中女主角施放魔法的时候所念的，依照劇組的说法是指“花”的法语发音，但實際上有誤，“花”的法文是，而為「兄弟」之意。
这個字詞，是原作者神保史郎從「看着50音表选择听起来好听的讀音」而出現的點子，在本片中第一次出現，之后則变为表示愉悅气氛的一般用拟态语。在1980年代初由作家林真理子寫出的這句，還成为年轻女性之间的流行語。

## 主要登場人物
倫倫·弗勞沃
配音：岡本茉利（日本）；潘滿儔（香港）；靳東美 （台灣）
其他譯名：花露露（香港），小蓓（台灣）
瑟吉·弗羅拉
配音：水島裕（日本）；黃健強（香港）；徐健春 （台灣）
其他譯名：蔡祖迪（香港），李嘉文（台灣）
嘉特
配音：白石冬美（日本）；周婉侶（香港）；武莉 （台灣）
其他譯名：咪咪（台灣）
努波
配音：神山卓三（日本）；梅欣 （香港）
其他譯名：來福（台灣）
朵凱妮西亞
配音：喜多道枝（日本）；區瑞華（香港）；武莉 （台灣）
其他譯名：格拉茜（香港），娜娜（台灣）
亞波奇
配音：長谷參治（日本）；梁耀昌（香港）；魏甦 （台灣）
其他譯名：伊保基亞（香港）
旁白
配音：喜多道枝（日本）；武莉 （台灣）

## 制作人員
- 原作：神保史郎（日语：神保史郎）
- 企劃：春日東、山口康男、碓冰夕燒（朝日電視台）
- 總監督：設樂博
- 編劇：城山昇、曾田博久、吉田義昭 等人
- 演出：新田義方、高木厚嘉、本莊克彥 等人
- 人物设定：姫野美智、荒木工作室
- 總作畫監督：進藤滿尾
- 美術設定：伊藤英治
- 音樂：筒井廣志
- 製作擔當：佐佐木章人
- 剪輯：祖田富美夫
- 製作：朝日電視台、旭通信社、東映

## 每集剧名
1. 神秘的来访者
2. 被称为暴风雨之春的梦想
3. 在古城盛开的七色花
4. 大小姐是玫瑰的女王
5. 没有花的小镇
6. 葡萄园的老奶奶
7. 在比利牛斯山盛开的花
8. 小哥伦布的梦
9. 马那卡岛的黄昏
10. 马德里的爱之小盒子
11. 友情的斗牛士
12. 安达卢西亚少女的愿望
13. 一艘装载着憎恨的货船
14. 想家的快车
15. 花街的女主角
16. 灰姑娘的木鞋
17. 风车小屋的偷花贼
18. 异常的恋情
19. 莱茵河的约会旅游
20. 能在古城里见到的小山
21. 不莱梅的淘气男孩
22. 画中的慈母
23. 幻影的白马骑士
24. 奇妙的花钥匙
25. 湖边的飞刀男孩
26. 浑浊的爱之泪
27. 家庭教师不擅长学习
28. 被夺走的信
29. 漂流中的飞艇
30. 午夜的旋转木马
31. 维京人的宝藏
32. 困在陷阱里的小熊
33. 白夜国的友情
34. 拉普兰特的兄弟
35. 能引起危险的首饰
36. 再次相遇的紧急着陆
37. 古怪博士的公馆
38. 拣到的小狗
39. 摩洛哥的单程票
40. 幻想曲的枪声
41. 埃及女王的戒指
42. 西西里亚的逃亡者
43. 危险的宝藏
44. 一张在花粉中飞舞的照片
45. 托雷比泉的誓言
46. 归来的爱，弗洛伦萨
47. 被偷走的花钥匙
48. 圣莱莫的痴情人
49. 邀请彩虹的七色花
50. 充满幸福的花

## 音樂
| 類別   | 歌曲                     | 作詞     | 作曲     | 編曲     | 歌手                   |
| ------ | ------------------------ | -------- | -------- | -------- | ---------------------- |
| 片頭曲 | 「花の子ルンルン」       | 千家和也 | 小林亞星 | 青木望   | 堀江美都子、The Chirps |
| 片尾曲 | 「」                     | 千家和也 | 小林亞星 | 青木望   | 豬股裕子、小林亞星     |
| 插曲   | 「恋の花占い」（第50集） | 神保史郎 | 小林亞星 | 武市昌久 | 堀江美都子             |
| 插曲   | 「」                     | 千家和也 | 小林亞星 | 武市昌久 | 堀江美都子、Koorogi'73 |

## 劇場版
- 《花街的女主角》（日语：花の子ルンルン　花の街のヒロイン）

第15集的加長版本，在1979年7月21日上映，是東映「魔女系列」最後一部沿用電視版畫面的電影。
本作為朝日電視台開台20週年紀念電影，以及「'79 國際兒童年紀念活動 東映動畫節」的一部分。其他活動電影有：熊貓大冒險、戰鬥狂熱 J、和ねずみのよめいり。
- 《你好！櫻花之國》（日语：花の子ルンルン　こんにちは桜の国）

東映「魔女系列」首套全新故事的電影，1980年3月15日上映，是該年「東映漫畫節」的一部分。同時上映的有銀河鐵道999、幪面超人－8人騎士對銀河王。
該電影在2005年3月25日、由快樂網發售的《花仙子》DVD-BOX2中，作為影像特典推出。

### 製作人員
《花街的女主角》
- 劇本：金春智子
- 作畫監督：鹿島恒保
- 美術指導：田中資幸
- 分鏡、演出：設樂博

《你好！櫻花之國》
- 劇本：城山昇
- 原創角色設計：姬野美智、荒木Pro
- 主動畫師：進藤滿尾
- 美術：伊藤英治
- 企劃：山口康男
- 音樂：筒井廣志

## 外部連結
- 互联网电影数据库（IMDb）上《花仙子》的资料（英文）

1. ↑  . 新浪微博. 2023年8月8日  [2023年8月10日]. （原始内容存档于2023年8月10日）.